# Chodov (Sokolov)
Chodov (in tedesco Chodau) è una città della Repubblica Ceca facente parte del distretto di Sokolov, nella regione di Karlovy Vary.